# Óscar Álvarez (futbolista)
Óscar Humberto Álvarez Escobar (Jamundí, Valle del Cauca, Colombia; 30 de mayo de 1981) es un exfutbolista colombiano que jugaba como volante. Actualmente es  técnico del Real Santander.

## Trayectoria
Oriundo de Jamundí, estuvo por las inferiores del América de Cali con el que estuvo a punto de debutar pero al no tener oportunidades ya que había varias figuras en el club escarlata, deciden cederlo al Real Cartagena en el año 2004 pero no se llegó a ningún acuerdo, para el siguiente año se entrenó con Alianza Petrolera donde el entrenador le dijo que quería contar con sus servicios pero nunca recibió el llamado del club ni del entrenador y culminó el año entrenándose con un equipo de la Primera C en Piedecuesta.
Debutó como profesional en el Deportivo Rionegro en el año 2006 de la mano del DT Oscar Aristizábal. Según el mismo comenta, ya tenía decidido no ir más con el fútbol ya que luego de haber tocado varias puertas para llegar al profesionalismo no se le daban las cosas y quería retomar su carrera de Contaduría Pública en la que realizó hasta quinto semestre. Totalmente decidido a no seguir en el fútbol ese mismo día el Aristizabal lo manda al terreno de juego a debutar con 26 años, allí con el equipo antioqueño disputó todos los encuentros de ese año y marcó su primer gol como profesional.
Para enero del 2007 llega a la ciudad bonita fichando con el Real Santander donde se ganó de entrada la titularidad con su experiencia, talento y sacrificio llamó la atención del Mineros de Guayana a mediados del 2010 con el cuadro venezolano disputó 11 partidos sin llegar a marcar ningún gol, regresó a la ciudad bonita y nuevamente con el Real Santander es figura habiendo disputado más de 400 partidos con la casaca del club santandereano.

## Clubes

### Como jugador
| Club               | País      | Año         |
| ------------------ | --------- | ----------- |
| Deportivo Rionegro | Colombia  | 2006        |
| Real Santander     | Colombia  | 2007 - 2010 |
| Mineros de Guayana | Venezuela | 2010        |
| Real Santander     | Colombia  | 2011 - 2019 |

### Como formador
| Club           | País     | Año         |
| -------------- | -------- | ----------- |
| Real Santander | Colombia | 2019 - 2021 |

### Como asistente técnico
| Club                    | País     | Año         |
| ----------------------- | -------- | ----------- |
| Real Santander Femenino | Colombia | 2021 - 2023 |

### Como entrenador
| Club           | País     | Año           |
| -------------- | -------- | ------------- |
| Real Santander | Colombia | 2024-presente |

## Estadísticas como jugador
Estadísticas hasta el último partido disputado el 21 de abril de 2019.
| Deportivo Rionegro · Colombia                                                                                               |               |               |     |    |    |   |   |     |     |    |
| 2ª | 2006          | 26            | 1   | —  | —  | — | — | 26  | 1   |    |
| Total club | Total club    | 26            | 1   | 0  | 0  | 0 | 0 | 26  | 1   |    |
| Real Santander · Colombia                                                                                                   |               |               |     |    |    |   |   |     |     |    |
| 2ª | 2007          | 136           | 7   | —  | —  | — | — | 166 | 7   |    |
| 2ª | 2008          | 136           | 7   | 10 | 0  | — | — | 166 | 7   |    |
| 2ª | 2009          | 136           | 7   | 10 | 0  | — | — | 166 | 7   |    |
| 2ª | 2010          | 136           | 7   | 10 | 0  | — | — | 166 | 7   |    |
| 2ª | 2011          | 25            | 1   | 8  | 0  | — | — | 33  | 1   |    |
| 2ª | 2012          | 37            | 0   | 2  | 0  | — | — | 39  | 0   |    |
| 2ª | 2013          | 34            | 1   | 10 | 0  | — | — | 44  | 1   |    |
| 2ª | 2014          | 32            | 2   | 4  | 0  | — | — | 36  | 2   |    |
| 2ª | 2015          | 25            | 1   | 2  | 0  | — | — | 27  | 1   |    |
| 2ª | 2016          | 26            | 0   | 5  | 0  | — | — | 31  | 0   |    |
| 2ª | 2017          | 24            | 1   | 1  | 0  | — | — | 25  | 1   |    |
| 2ª | 2018          | 16            | 0   | 1  | 0  | — | — | 17  | 0   |    |
| 2ª | 2019          | 12            | 0   | 0  | 0  | — | — | 12  | 0   |    |
| Total club | Total club    | 367           | 13  | 63 | 0  | 0 | 0 | 430 | 13  |    |
| Mineros de Guayana · Venezuela                                                                                              |               |               |     |    |    |   |   |     |     |    |
| 1ª | 2010/11       | 11            | 0   | —  | —  | — | — | 11  | 0   |    |
| Total club | Total club    | 11            | 0   | 0  | 0  | 0 | 0 | 11  | 0   |    |
| Total carrera | Total carrera | Total carrera | 404 | 14 | 63 | 0 | 0 | 0   | 467 | 14 |
| (1) Incluye datos de la Copa Colombia . (2) Incluye datos de Copa Libertadores. (3) No incluye goles en partidos amistosos. |               |               |     |    |    |   |   |     |     |    |

## Estadísticas como entrenador
| Equipo                    | Div.                | Temporada           | Liga | Liga | Liga | Liga |    | Copa | Copa | Copa | Copa |   | Internacional | Internacional | Internacional | Internacional |   | Otros | Otros | Otros | Otros |   | Totales     | Totales | Totales | Totales | Totales | Totales | Totales | Totales |
| Equipo                    | Div.                | Temporada           | PD   | G    | E    | P    | PD | G    | E    | P    | PD   | G | E             | P             | PD            | G             | E | P     | PD    | G     | E     | P | Rendimiento | GF      | GC      | Dif.    |         |         |         |         |
| ------------------------- | ------------------- | ------------------- | ---- | ---- | ---- | ---- | -- | ---- | ---- | ---- | ---- | - | ------------- | ------------- | ------------- | ------------- | - | ----- | ----- | ----- | ----- | - | ----------- | ------- | ------- | ------- | ------- | ------- | ------- | ------- |
| Real Santander · Colombia | 2ª                  | 2024                | 0    | 0    | 0    | 0    | 0  | 0    | 0    | 0    | -    | - | -             | -             | -             | -             | - | -     | 0     | 0     | 0     | 0 | 35.09%      | 0       | 0       | 0       |         |         |         |         |
| Real Santander · Colombia | Total               | Total               | 0    | 0    | 0    | 0    | 0  | 0    | 0    | 0    | 0    | 0 | 0             | 0             | 0             | 0             | 0 | 0     | 0     | 0     | 0     | 0 | 38.57%      | 0       | 0       | 0       |         |         |         |         |
| Total en su carrera       | Total en su carrera | Total en su carrera | 0    | 0    | 0    | 0    | 0  | 0    | 0    | 0    | 0    | 0 | 0             | 0             | 0             | 0             | 0 | 0     | 0     | 0     | 0     | 0 | 38.57%      | 0       | 0       | 0       |         |         |         |         |
| 1. 2. 3.                  |                     |                     |      |      |      |      |    |      |      |      |      |   |               |               |               |               |   |       |       |       |       |   |             |         |         |         |         |         |         |         |